# イラク・イスラム軍
イラク・イスラーム軍（いらく・いすらーむぐん、アラビア語：الجيش الإسلامي في العراق、翻字：al jaysh al islāmi fī'l-`irāq）は、イラクのイスラーム主義組織。

## 概要
2003年のイラク戦争開戦に伴い同年夏に結成された組織で、イラク国内では最大規模のイスラーム主義・民族主義組織であるとされる。指導者のイスマーイール・ジュブーリーは、ワシントン・ポスト紙とのインタビューにおいて「イラク・イスラーム軍にはスンナ派だけではなく、シーア派やクルド人もいる」と表明した。

## 共闘と対立
イラク国内のスンナ派イスラーム主義組織で構成される「ジハードと改革戦線」に参加し、共同戦線を張っている。
一方で人質の首を生きたまま切り落としたり、一般市民の犠牲を省みず大量の爆薬や塩素ガスなどを用いた大規模な車爆弾による攻撃を行うアル＝カーイダ系の組織を厳しく非難しており、2006年から2007年にかけては、双方の間で銃撃戦などの武力衝突が発生している。

## 活動

### 2004年
- 8月 - イタリア人ジャーナリストのエンツォ・バリドニを誘拐し、イタリア軍の撤退を要求。後に殺害[8]。
- 8月 - フランス人ジャーナリストのジョルジュ・マルブリュノ、クリスチャン・ケスノを誘拐。後に解放[9]。
- 9月1日 - イラク統治評議会議長（当時）アフマド・チャラビー暗殺未遂。同氏のボディーガード数人が死亡[10]。

### 2005年
- 4月 - パレスチナ人の闘争を支援するために、アル＝アクサ殉教者旅団支援大隊を編成したと表明[11]。

### 2006年
- 「バグダード・スナイパー（通称ジュバ）」を名乗る狙撃部隊により、イラク駐留軍やイラク治安部隊などを狙撃する動画をインターネットで公開[12]。

### 2007年
- 10月 - バグダード南部でアル＝カーイダ（イラク・イスラーム国）との戦闘が発生。双方合わせて60人以上が死亡し、イスラーム軍側の司令官が拘束される[13][14]。
- 11月 - 同年10月の事件に対し、イスラーム軍側が報復攻撃。アル＝カーイダ側の戦闘員18人を殺害し、16人を拘束[15]。

### 2008年
- 7月 - イラク駐留軍などを様々な武器で攻撃する場面を撮影し、地域別に編集した動画を「The Five Hard Years（激闘の5年間）」と題しインターネットで公開[16]。

## 関連
- アンサール・アル・スンナ軍